# Кузино (Свердловская область)
Ку́зино — посёлок в Свердловской области России, административно подчинённый городу Первоуральску. Входит в муниципальный округ Первоуральск.
С 1928 по 2004 год Кузино имело статус рабочего посёлка (посёлка городского типа). Также ранее оно было центром Кузинского поссовета города Первоуральска.

## География
Кузино расположено в 33 километрах (по автодорогам в 40 километрах) к западо-северо-западу от города Первоуральска, на речке Каменке (левого притока реки Чусовой). В посёлке расположена узловая станция Кузино Свердловской железной дороги (1728 км, двухпутное электрифицированное направление) на пересечении с меридиональным направлением Чусовская — Кузино — Дружинино — Бердяуш (историческая Западно-Уральская железная дорога). Линия однопутная на всём протяжении, тепловозная тяга, (короткий участок длиной 31 км  Кузино — Дружинино электрифицирован). В окрестностях посёлка, на западе, расположена гора Лысая (512,5 м).

## История
История населённого пункта восходит к 1703 году, когда в устье реки Утки были основаны крупнейшие на Урале судоверфь и пристань в Чусовской Слободе, служившие для переправки продукции местных оружейных заводов, а с 1735 года и нуждам Екатеринбургского монетного двора, чеканившего медные деньги. Считается, что название деревне дали появившиеся в этом же районе кузнечные цеха Уткинской судоверфи. В 1909 году рядом была проложена железная дорога (Пермь — Екатеринбург (ныне часть Транссибирской магистрали). В районе деревни Кузино заложен Разъезд № 68. Построили его в 6 километрах от деревни Кузинка, на месте покосов, принадлежавших кузинским крестьянам. Примечательно, что царская власть выплатила им компенсацию, откупив эти земли. В 1916 году, после завершения строительства железнодорожных путей от Лысьвы до Бердяуша, полустанок перевели в разряд узловых станций и присвоили ему название станция Кузино.
Во время Гражданской войны Кузино не раз становилось центром военных действий. По железнодорожным путям между станциями Кузино, Кын и Кормовище курсировали бронепоезда (в частности, бронепоезд № 2, сконструированный в Чусовом), переправлялись грузы как Красной, так и Белой армий. Активные военные действия велись здесь в 1918 году. Именно тогда неподалёку от Кузино белочехами был убит воспетый советской властью красный комиссар Леонид Вайнер. В 1919 году при отступлении войск Колчака станция была ими сожжена.
В Кузине действовало собственное подразделение НКВД.
После Великой Отечественной войны в окрестностях Кузина активно велась лесозаготовка.
С 31 декабря 2004 года рабочий посёлок Кузино отнесён к категории сельских населённых пунктов
В 2006 году.в честь юбилея станции в школе № 36 был открыт музей станции Кузино. Инициатором и ключевым создателем музея является уроженка посёлка и заслуженный педагог Кузьмина Лидия Ивановна Кузьмина.

## Транспорт
До Кузина из Екатеринбурга можно добраться прямыми пригородными электропоездами и скоростными пригородными поездами «Ласточка». На Дружинино пригородное движение отсутствует с 2009. Пассажирское движение по меридиональному ходу отсутствует с 1994, ранее курсировал пассажирский поезд Чусовская-Бакал. Пассажирское сообщение дальнего следования по главному направлению отсутствует с 2015 (транзитные пассажирские и скорые поезда перестали останавливаться в Кузино ещё десятилетия назад), либо по Московскому тракту на автомобиле или велосипеде. Действует постоянное автобусное сообщение с городом Первоуральск (пригородный автобусный маршрут № 107).

## Отдых

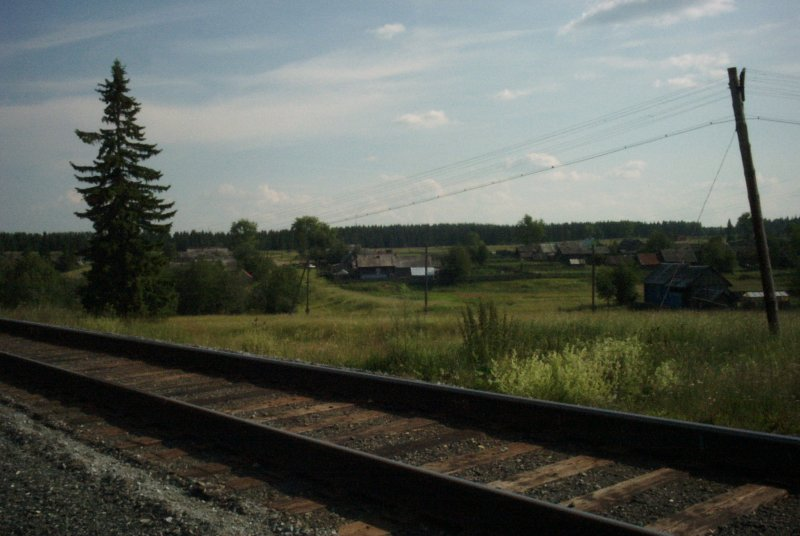
Общий вид на лесоучасток станции Кузино

Окрестные леса богаты грибами, старые вырубки и пространства под линиями ЛЭП заняты малинником, земляничными полянами, черникой. В пределах самого Кузино есть несколько водоёмов, преимущественно искусственного происхождения: Кузинский пруд, Карасиный пруд и три водоёма помельче. Кузинский пруд был организован в начале XX века как источник воды для паровозного депо. Два водоёма в лесоучастке появились в середине XX века на запрудах речки Каменки, устроенных жителями.

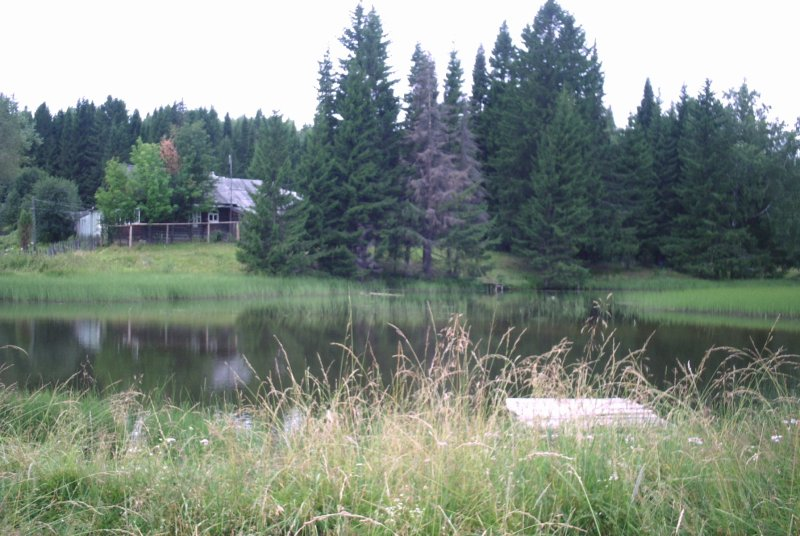
Типичный кузинский водоём (показан Верхний пруд лесоучастка)

## Достопримечательности
Перед зданием железнодорожной станции установлена статуя В. И. Ленина.

Восход солнца над станцией Кузино. Пять часов утра. Вдали видны опоры Транссибирской магистрали.

На западной окраине Кузина, за границей лесоучастка, находится сероводородный источник. На восточной границе Кузина, дальше деревенского кладбища, расположился Карьер.
В четырёх километрах на восток от станции, на скалистом массиве Собачьи Рёбра, расположена Коуровская астрономическая обсерватория имени К. А. Бархатовой.

## Население
| 1959 | 1970  | 1979  | 1989  | 2002  | 2010  |
| ---- | ----- | ----- | ----- | ----- | ----- |
| 9073 | ↘6204 | ↘4953 | ↘3760 | ↘3267 | ↘2854 |